# O Lobo e o Cão
"O Cão e o Lobo" é uma das fábulas de Esopo. La Fontaine adaptou-a, no século XIX, com o nome de "O Lobo e o Cão". Olavo Bilac re-editou essa fábula em forma poética.